# Drie-eenheid
De Heilige Drie-eenheid, Drievuldigheid of Triniteit (van het Latijnse: trinitas, Oudgrieks: τριάς, Trias) is de theologische opvatting in veel takken van het christendom dat er één God bestaat in drie goddelijke entiteiten: de Vader, de Zoon (Jezus Christus) en de Heilige Geest. In deze betekenis krijgt het woord een hoofdletter. Met name van belang is het standpunt dat Jezus God én mens is.
De Drie-eenheid is in de late oudheid en de vroege middeleeuwen onderwerp van strijd geweest: vooral arianen hebben zich verzet tegen de erkenning hiervan. Tegenwoordig zijn het onder andere de unitaristen, de Jehova's getuigen, de Heiligen der Laatste Dagen en de broeders in Christus, die het leerstuk afwijzen.

## Drie-eenheid in de Bijbel
De term 'Drie-eenheid' komt niet in de Bijbel voor. Ook een theologie inzake de Drie-eenheid als zodanig wordt niet in de Bijbel aangetroffen. Wel bevatten volgens sommige opvattingen zowel het Oude als het Nieuwe Testament aanwijzingen en formuleringen inzake de goddelijkheid van de Vader, de Zoon en de Heilige Geest die de interpretatie ten gunste van een Drie-eenheid ondersteunen.

### Oude Testament
De manier waarop in het Nieuwe Testament wordt gesproken over de Heilige Geest heeft voorlopers in het Oude Testament, zoals Genesis 2:7, Jesaja 32:15-20, Ezechiël 11:19 en 36:26-27, en de theologie van die tijd kent beelden die in het Nieuwe Testament op parallelle wijze worden toegepast op Jezus. Andere verwijzingen zijn latere interpretaties. Zo verwezen vroege theologen in het algemeen naar plaatsen waar gesproken wordt over engel, woord, geest, wijsheid of de aanwezigheid van God, zoals plaatsen waar God over zichzelf in het meervoud spreekt (Genesis 1:26; 11:7) en in het bijzonder het drievoudige "Heilig!" van de serafijnen in Jesaja 6:3, die in de liturgie in de Trisagion werd overgenomen.
Ook de verschijning van drie mannen in Genesis 18:1-3 werd veelvuldig als aanwijzing voor een Drie-eenheid aangemerkt. Hierin wordt gezegd: "De HEER verscheen opnieuw aan Abraham" en "toen hij opkeek, zag hij even verderop drie mannen staan" die door Abraham vervolgens met enkelvoud "Heer" werden aangesproken. Toen een van deze mannen aankondigde dat Sara op zeer hoge leeftijd nog een kind zou krijgen en zij hierom lachte, "vroeg de HEER aan Abraham" waarom Sara had gelachen en beloofde hij: "over precies een jaar, kom ik bij je terug". Toen de mannen vertrokken, vroeg de HEER zich af waarom hij iets geheim zou houden voor Abraham en zei de HEER dat hij naar Sodom en Gomorra zou gaan. Hierop gingen twee mannen naar Sodom, "terwijl Abraham bij de HEER bleef staan" en ging onderhandelen om het lot van de onschuldige inwoners van Sodom en Gomorra te redden. "Zodra de HEER zijn gesprek met Abraham had beëindigd, ging hij weg." En vervolgens wordt het verhaal vervolgd met nog maar twee mannen, die "engelen" worden genoemd (Genesis 18:1-19:1).

### Nieuwe Testament
De vroegste formulering in het Nieuwe Testament die een aanwijzing bevat voor het concept van de Drie-eenheid is die van Paulus in 2 Korintiërs 13:13: "De genade van de Heer Jezus Christus, de liefde van God en de eenheid met de heilige Geest zij met u allen." In 1 Korintiërs 12:3-6 worden gaven in een "doelbewust stijgende opbouw" toegeschreven aan de Geest, de Heer en God. Ook Efeziërs 1:3-14 spreekt over Vader, Zoon en Geest naast en boven elkaar.
Historisch zeer invloedrijk was de doopformule in Matteüs 28:19, die spreekt over een doop "in de Naam van de Vader en van de Zoon en van de Heilige Geest". De formulering in de naam van (εἰς τὸ ὄνομα - letterlijk "in de naam") duidde een eigendomsoverdracht aan. Als "tegenhanger" van deze doop geldt die van Jezus door Johannes de Doper omdat daar (Matteüs 3:13–17 (vergelijk Marcus 1:9–11, Lucas 3:21,22, Johannes 1:32–34)) door het opstijgen van de Geest en de stem van de Vader de Vader, de Zoon en de Heilige Geest ook verenigd waren. Vermoedelijk is deze doopformule een uitbreiding van een eerdere doop "in de naam van Christus" (zoals in Handelingen 2:38, 8:16, 10:48, 19:5). Ook de na het jaar 100 ontstane Didachè (de vroege "Catechismus met instructies inzake de liturgische voltrekking") kent al zo'n uitgebreidere doopformule: "dopen in de naam van de Vader en van de Zoon en van de Heilige Geest".

#### Comma Johanneum
Een marginale aantekening, een glos, kwam tussen de tekst van de Vulgaat terecht en werd geleidelijk niet meer als aantekening herkend. Toen Erasmus een Grieks Nieuw Testament uitgaf, werd het comma Ioanneum er pas in opgenomen toen hij een Grieks handschrift vond waar het in stond. Vermoedelijk wist hij niet dat men, om hem zover te krijgen, het Latijnse stukje tekst naar het Grieks had terugvertaald. In de vertalingen die uitgaan van de Textus Receptus is het te vinden. Zo geeft bijvoorbeeld de Statenvertaling 1 Johannes 5:7-8 als volgt weer:
"Drie zijn er, Die getuigen in den hemel, de Vader, het Woord en de Heilige Geest; en deze Drie zijn Een. En drie zijn er, die getuigen op de aarde, de Geest, en het water, en het bloed; en die drie zijn tot een."
Sinds tekstcritici aantoonden dat deze passage uit de Vulgaat in die vorm in geen enkele Griekse tekst voorkwam laten de meeste vertalingen de toevoeging weg. Zo schrijft de Leidse vertaling:
"Drie zijn de getuigen; de Geest, het water en het bloed; en die drie zijn eenstemmig."

### Goddelijkheid van de Vader
De term "God" verwijst in het Nieuwe Testament meestal naar de Vader. God en de Zoon van God verschijnen als onderscheiden van elkaar als het gaat om: "God zond Zijn Zoon" (Johannes 3:17). Of als Jezus "aan de rechterhand van God" zit (Handelingen 7:56). God is (zoals in 1 Petrus 1:3) de "Vader van onze Heer Jezus Christus". Dit geldt ook voor de toekomst: uiteindelijk "zal de Zoon zich onderwerpen ... opdat God over alles en allen zal regeren" (1 Korintiërs 15:28).

### Goddelijkheid van Jezus Christus
Reeds de oudste teksten van het Nieuwe Testament beschrijven een nauwe verwantschap tussen God en Jezus: deze werkt met goddelijk gezag - zelfs in die mate dat God in Jezus en door hem Zijn scheppen, oordelen, verlossen en zich openbaren voltrekt. Binnen de christologisch meest veelzeggende teksten berichten zowel de hymne in Kolossenzen 1:15-20 als Johannes 1 van een voormenselijk bestaan als een rol als Schepper van de kosmos van en in Christus. De relatie tussen Christus als Zoon van God en God de Vader is voor meerdere schrijvers van het Nieuwe Testament heel belangrijk. Een speciale band wordt benadrukt door de Abba-aanroeping en de "erkenning" van de Vader door de Zoon (vergelijk Matteüs 11:27, Lucas 10:22); vooral het evangelie volgens Johannes spreekt van een innige relatie van eenheid en een wederkerige immanentie tussen Vader en Zoon in de liefde. Ook de "Ik ben" uitspraken van Jezus worden gezien als aanwijzing voor de Drie-eenheid (Johannes 8:24,58).
Johannes 20:28 wordt vaak zo uitgelegd dat de discipel Thomas Jezus direct "God" noemde, toen hij tegen Jezus uitriep: "Mijn Heer en mijn God!". Ook wordt de term "God" in het Nieuwe Testament op Jezus toegepast, zoals in Johannes 1:1, Romeinen 9:5, Hebreeën 1:8-10, Kolossenzen 2:2, 2 Petrus 1:1 en het duidelijkst in 1 Johannes 5:20, waar hij "de ware God" wordt genoemd, hij wordt een godgelijk wezen genoemd in Filippenzen 2:6 en als een God aanbeden in 1 Korintiërs 8:6. Maar ook indirect worden God en Jezus gelijkgesteld, zoals in uitspraken als "ik ben de Alfa en de Omega", die zowel uit de mond van God als vanuit de mond van Jezus klinken (Openbaring 1:8, 22:13).

### Goddelijkheid van de Heilige Geest
De Geest was volgens Matteüs en Lukas reeds werkzaam bij de conceptie van Jezus (Matteüs 1:20, Lukas 1:35). De aardse Jezus is dan volgens de evangelisten drager ("vol") van Heilige Geest (vergelijk Markus 1:9ff, Lukas 4:14.16–21, Handelingen 10:38) en vooral volgens Paulus diens middelaar na zijn herrijzenis (vergelijk 1 Korintiërs 15:45, 2 Korintiërs 3:17, Romeinen 5:8). In het Evangelie volgens Johannes openbaart de Geest de eenheid tussen de Vader en Zoon (Johannes 14:16,26; 15:26; 16:7)., sterker, Jezus verklaart zelfs: "God is Geest" (Johannes 4:24), waarmee de aanwezigheid en de werken van God als Geest geloofd konden worden (Johannes 15:26, Handelingen 2:4).

## Ontwikkeling van de theologie van de Drie-eenheid
De ontwikkeling van de theologie van de Drie-eenheid loopt parallel met de ontwikkeling van het christendom in het algemeen en het vormen van de canon van het Nieuwe Testament. De beginperiode ervan valt uiteen in drie tijdvakken:
1. De periode direct na de executie van Jezus, grofweg van 30 tot 50 n.Chr. In deze periode zijn alle volgelingen van Jezus Joden. Er is sprake van een mondelinge overlevering, er zijn nog geen evangeliën of brieven in circulatie. De enige "Bijbel" is het Oude Testament. Als er al geschreven bronnen zijn, betreft het hooguit fragmenten, de zogenoemde perikopen, die uiteindelijk als bouwstenen voor de evangeliën fungeren. Tegen het einde van deze periode worden de eerste heidenen (dat wil zeggen: niet-Joden) bekeerd en dienen zich nieuwe vragen aan, zoals wat de betekenis was van het Oude Testament en vooral de wet van Mozes. Moesten alle bekeerlingen worden besneden? Moesten zij zich houden aan de joodse spijswetten? Deze vragen waren de aanleiding voor het eerste "concilie".
2. Tweede helft van de eerste eeuw, dus van 50 tot 100 n.Chr. De periode waarin de evangeliën ontstaan en talloze (zend)brieven rondgaan in de vroege kerk. Geschreven bronnen werden steeds belangrijker, omdat in deze periode uiteraard de meeste personen overleden die Jezus nog persoonlijk hadden gekend. Geen van deze geschriften heeft de intentie om te fungeren als "theologie". De uiteindelijk canonieke vier evangeliën beschrijven het leven van Jezus, Handelingen de eerste jaren van de Kerk en de brieven van Paulus zijn vaker ethisch dan doctrinair van aard.
3. Vanaf het begin van de tweede eeuw diende zich een nieuwe situatie aan: de apostelen waren gestorven, net als alle andere personen die Jezus hadden gekend. Er circuleerden talloze brieven die werden toegeschreven aan Paulus en andere apostelen. Er waren binnen het christendom inmiddels twee hoofd"stromingen" ontstaan die diametraal tegenover elkaar stonden, vooral als het gaat om de betekenis van het Oude Testament: het gnosticisme (dat het Oude Testament volledig verwierp) en de stroming die werd beïnvloed door het midden-platonisme, vooral via Philo van Alexandrië.

### Vroege trinitarische formuleringen
Hoe in de Bijbel wordt gesproken over de Vader, de Zoon en de Heilige Geest was bepalend voor de daaropvolgende uitwerking van de leer van de Drie-eenheid. Vooral de rituele praktijk en de gebedspraktijk van de eerste christenen werd erdoor gevormd.
De vroegste duidelijk trinitarisch gestructureerde formuleringen zijn de doopformules en doopbelijdenissen waarin de overdracht van eigendom aan de Vader, de Zoon en de Heilige Geest met drie vragen en antwoorden werden voorbereid en vervolgens uitgevoerd.
Ook in de eucharistieviering werden trinitarische formules aangetroffen: via de Zoon werd de Vader bedankt, vervolgens werd gevraagd om het neerzenden van de Geest. De laatste doxologie verheerlijkt de Vader door de Zoon en met de Geest (of: met de Zoon door de Geest).
Ook de regula fidei van Ireneüs, die onder andere werd gebruikt in de doop catechese, is trinitarisch van structuur.

### Theologische ontwikkeling in de tweede en derde eeuw
In de eerste eeuwen van het christendom was er geen duidelijk of eenduidig omschreven theologie. Toch werden er al vroeg grenzen gesteld aan variaties van christologie aan beide kanten van het interpratieve spectrum, zoals het adoptianisme (Jezus werd bij de doop door God geadopteerd) of docetisme (Jezus was puur goddelijk en verscheen alleen als mens). Onder de verschillende experimenten, bevonden zich er enkele - zoals adoptionisme en modalistisch monarchianisme (de Vader en de Zoon zijn "slechts" verschillende verschijningsvormen van één God) - die door vooraanstaande Kerkvaders unaniem werden verworpen als ketterij.
Ignatius van Antiochië, tweede bisschop van Antiochië, schreef onderweg naar zijn executie als martelaar in Rome rond 110 n. Chr. een serie brieven aan de kerken in Asia Minor. De eenheid van de Vader, Zoon en Heilige Geest komt voor in zijn brief aan Magnesiërs:
Studeer, daarom, om bevestigd te worden in de leer van de Heer en de apostelen, op een dusdanige manier dat alle dingen die je doet voorspoedig zijn in zowel vlees als geest; in geloof en liefde; in de Zoon, en in de Vader, en in de Geest; in het begin en in het einde; met jullie hooggewaardeerde bisschop en de goed doorwrochte geestelijke kroon van jullie herderschap en de diakenen die in harmonie met God zijn. Wees onderworpen aan je bisschop, en aan elkaar, zoals Jezus Christus aan de Vader, volgens het vlees, en de apostelen aan Christus, en aan de Vader, en aan de Geest, zodat er zowel een vleselijke als geestelijke eenheid mag zijn.
Unitariërs betogen dat Ignatius niet beweerde dat de Vader, Zoon en Geest "één substantie zijn in een zin die meer is dat dan te zeggen dat vlees en geest één substantie zijn".
Polycarpus van Smyrna werd in 155 n.Chr. als martelaar ter dood gebracht in Smyrna, waar hij ook bisschop was. Ireneüs zei dat hij een leerling was van de apostel Johannes. In zijn laatste gebed voor zijn martelaarschap "prijst, verheerlijkt en zegent" hij de Vader, Zoon en Heilige Geest:
Want om deze reden, ja en vanwege alle dingen, prijs ik U, zegen ik U, verheerlijk in U, door de eeuwige en hemelse Hogepriester, Jezus Christus, Uw geliefde Zoon, door wie met Hem en de Heilige Geest zowel nu [als altijd] en voor de tijden die nog komen glorie zij. Amen.
Justinus de Martelaar gebruikte talrijke trinitarische formuleringen, maar hij gebruikt het woord "Drie-eenheid" nergens. Sommigen zijn van mening dat Justinus een unitariër was, vooral door zijn beschrijving van God als hoogste, Christus in de tweede plaats en de Geest in de derde:
We zullen bewijzen dat we hem in redelijkheid aanbidden; want we hebben geleerd dat hij de Zoon is van de ware God zelf, dat hij de tweede plaats inneemt, en de Geest van profetie de derde plaats. Want zij die ons van waanzin beschuldigen, door te zeggen dat we een gekruisigde man aanbidden die op de tweede plaats komt na de onveranderlijke en eeuwige God, de Schepper van alle dingen; maar zij zijn onwetend van het mysterie dat hier in verborgen is.
Philo (20 v.Chr. - 50 n.Chr.) had - onder invloed van Plato's Timaeus - de Joodse Bijbel zo gelezen dat God de kosmos had geschapen door zijn Woord (Logos), de eerstgeboren zoon van God. Als alternatief, of door verdere emanatie van dit Woord, schiep God door zijn scheppende kracht en zijn koninklijke macht, waarbij deze zowel als zijn krachten werden beschouwd als van hem onderscheiden tussenpersonen, waardoor hij als het ware metafysische afstand tot de materiële wereld kreeg. Justinus beschreef de goddelijke oorsprong van de Logos (= de voormenselijke Jezus) met drie metaforen (licht van de zon, vuur van vuur, de spreker en zijn spraak), die alle voorkomen in Philo of Numenius. Justinus nam ook de stelling van Philo over dat de Griekse filosofen hun wijsheid van Mozes hadden ontvangen, beweerde dat Plato in zijn dialoog Timaeus de Zoon (Logos) besprak als "de kracht naast de eerste God". En Justinus vond in Plato's tweede brief de vermelding van een derde, de Heilige Geest. Net als bij de midden-platonisten is Justinus' triade hiërarchisch opgebouwd. Zijn opzet is daarom niet "echt" trinitarisch. De ene God is niet de drie, maar een van hen en de belangrijkste, de uiteindelijke bron van de tweede en derde. Justinus en andere, latere tweede-eeuwse christenen die door het platonisme werden beïnvloed namen het concept van een goddelijke transcedentie over van het platonisme, in het licht waarvan "niemand met maar de minste intelligentie zou durven beweren dat de Schepper van alle dingen zijn verheven plaats boven de sterren zou hebben verlaten om zichzelf te vertonen op een klein stukje van de aarde".
Ireneüs van Lyon ontwikkelde - onder andere gebaseerd op de proloog van het Evangelie volgens Johannes (1:1-18) - een Logos-theologie. Jezus Christus, de Zoon van God wordt met de pre-existente Logos als essentiële uitvoerder van de schepping en de openbaring van God gelijkgesteld. Ireneüs werkte ook een onafhankelijke pneumatologie uit. De Heilige Geest is Gods wijsheid. Geest en Zoon emaneren niet op een manier die hen op een ander ontologisch niveau ten opzichte van de Vader zou plaatsen, maar door "intellectuele emanatie".
Tatianus probeerde een onafhankelijk afwijkend pad, waarbij de Geest ook als dienaar van Christus, van de Logos, optreedt en wordt een voor de wereld verborgen, onveranderlijk neerdalende God.
Het Griekse woord trias voor God de Vader, de Zoon en de Heilige Geest, dat in de oosters-orthodoxe kerken nog altijd de gebruikelijke term is voor de christelijke Drie-eenheid, werd voor het eerst gebruikt in de tweede helft van de 2e eeuw door de apologeet Athenagoras van Athene:
Ze [de christenen] kennen God en Zijn Logos, weten wat de eenheid tussen de Zoon en de Vader is, wat de gemeenschap van de Zoon met de Vader is, wat de Geest is, wat de eenheid van deze trias, de Geest, de Zoon en de Vader is, en wat hun onderscheid in de eenheid is.
Met de termen die we nu met Drie-eenheid vertalen (zoals trias), werd in de late tweede eeuw en vroege derde eeuw niet verwezen naar een Drie-eenheid zoals die nu als dogma wordt gedefinieerd. De term verwees niet naar de ene God, maar naar de pluraliteit van die ene God, met Zijn Zoon (of Woord) en Zijn Geest. Ze verklaarden een triade of "drieschap", maar geen God die uit drie personen bestond of iets dergelijks. Ze beschouwden de drie personen ook niet als onderling gelijkwaardig. Een gebruikelijke strategie om hun monotheïsme te verdedigen was door de unieke goddelijkheid van de Vader te benadrukken. Hiervan kan een voorbeeld worden aangetroffen bij Origenes:
De God en Vader, die het universum bij elkaar houdt, is superieur aan ieder wezen dat bestaat, want hij verleent aan een ieder vanuit Zijn eigen bestaan dat wat een ieder is; de Zoon, die minder is dan de Vader, is alleen superieur aan rationele wezens (want hij komt na de Vader); de Heilige Geest is nog minder, en woont alleen in de heiligen. Dus op deze manier is de kracht van de Vader groter dan die van de Zoon en de Heilige Geest, en die van de Zoon is meer dan die van de Heilige Geest...
Veel geleerden noemen deze opvatting van de christelijke theologie "subordinationisme", omdat de Zoon en de Geest in zekere zin altijd afgeleid, minder en ondergeschikt zijn aan de bron, de ene God, dat wil zeggen, de Vader. Men kan deze theologie ook unitaristisch noemen, in de zin dat de ene God alleen de Vader is, en niet gelijk aan de Zoon en de Heilige Geest, zodat de ene God één persoon is.
Terwijl opvattingen over de Geest relatief onderontwikkeld bleven en in het Nieuwe Testament de Geest niet werd aanbeden, ging het katholieke christendom er in de tweede en derde eeuw toe over een "een goddelijke natuur" aan Jezus toe te schrijven, en werd stevig bevestigd dat hij "God" werd genoemd. Taal die in de eerste eeuw zeer ongebruikelijk was geweest werd nu de norm; Jezus was nu "God" of "een god", maar niet de enige ware God. Deze goddelijke Zoon (d.w.z. de pre-menselijke Jezus) was op mysterieuze wijze "gegenereerd" door God ofwel vlak voor de schepping (late 2de tot begin 3e eeuw, "logos theologen") of in de tijdloze eeuwigheid (vanaf Origenes).
Hoewel deze ontwikkelingen nieuw waren, was de verering van Jezus dat niet. In tegenstelling tot eerdere theorieën dat deze zich langzaam en onder invloed van de heidenen ontwikkelde, heeft recent onderzoek aangetoond dat Jezus al naast God werd aanbeden in het vroegst bekende christendom. Hoewel de basis voor deze praktijk werd gelegd in het Nieuwe Testament met Gods verheerlijking van Jezus na zijn opstanding, werd vanaf dit moment aangenomen dat de basis was dat in Jezus iets goddelijks aanwezig was.
In de westerse kerk introduceerde Tertullianus een paar decennia nadat Athenagoras van Athene over "trias" sprak, de overeenkomstige Latijnse term trinitas. Het is een specifiek hiervoor gecreëerde nieuwe samentrekking van tres - drie en unitas - eenheid. Van huis uit advocaat, verklaarde hij het wezen van God in de taal van het Romeinse rechtssysteem. Hij introduceerde de term personae (meervoud van persona - partij in juridische zin) voor de Vader, Zoon en Heilige Geest. Voor de gezamenlijkheid van Vader, Zoon en Heilige Geest gebruikte hij de term substantia, die verwijst naar de juridische status in de gemeenschap. Volgens hem is God is in de substantia één, maar in de monarchia - de heerschappij van de ene God - werken drie personae: Vader, Zoon en Heilige Geest. Volgens een andere versie, ontleende Tertullianus de metafoor van de "persona" aan het theater van Carthago, waar de acteurs maskers (personae) voor hun gezicht hielden, afhankelijk van de rol die ze speelden.

### De leer wordt dogma
De leer van de goddelijke Drie-eenheid werd in de 4e eeuw tot dogma verheven. Na alle discussies in de voorgaande eeuwen was de directe aanleiding het standpunt van de Egyptische priester Arius, die van mening was dat de Zoon, omdat Hij door de Vader was verwekt, niet altijd zou hebben bestaan en daarom een lagere positie zou innemen.
Hiertegen kwam verzet van de kant van bisschop Athanasius, die stelde dat de Zoon geheel gelijkwaardig was aan de Vader. In de uitspraken van het Concilie van Nicaea (325) werd die gelijkwaardigheid vastgelegd. Op het Concilie van Constantinopel I in 381 na Chr. werd de Heilige Geest aan deze goddelijke gelijkwaardigheid toegevoegd. Definitief werd de leer van de Drie-eenheid vastgesteld op het Concilie van Chalcedon in 451 na Chr.
De uiteindelijke discussie ging over hoe men de verhouding van de Zoon ten opzichte van de Vader moest omschrijven. In het Grieks scheelde het maar een letter, de jota (i): was Jezus gelijkend (homoi-ousios) op God of was Jezus gelijk (homo-ousios) aan God. Het eerste bijvoeglijk naamwoord liet ruimte voor speculaties over de verhouding tussen de Vader en de Zoon, het tweede niet. De twee-naturenleer van de Zoon maakt deel uit van de leer van de Drie-eenheid. Deze houdt in dat de Zoon zowel mens als God is (twee naturen bezit) en dat kwam het beste tot uiting in de tweede term homo-ousios.
Daarom behaalde deze term de overwinning op het Concilie van Chalcedon.

## Theologische formulering
Het dogma luidt dat de God bestaat uit God de Vader, God de Zoon en God de Heilige Geest en dat deze drie Personen (personae) weliswaar zijn te onderscheiden maar niet zijn te scheiden, oftewel God is Eén.
Sommige theologen brengen een hiërarchie aan tussen de drie Personen van de Drie-eenheid. De 'Vader' zou dan de 'schepper' zijn die ademend is. De 'Zoon' ( = Christus) is de verlosser, die ook ademend is. En de Heilige Geest is de 'helper' ofwel de heiliging, de Heilige Geest wordt geademd. Deze gedachten zijn opmerkelijk, omdat een theoloog geen "externalistisch standpunt" kan innemen: hij of zij kan niet buiten de werkelijkheid stappen om God van buitenaf te bestuderen en te beschrijven. Daarom is het in de hedendaagse (wetenschappelijke) theologie gebruikelijk om wel te spreken over de God als Drie-eenheid en te spreken over de Vader, de Zoon en de Heilige Geest, maar geen uitspraken te doen over hun onderlinge verhoudingen. In het Latijn:
opera ad intra divisa sunt, opera ad extra indivisa sunt:
het handelen is voor de personen binnen de Triniteit onderscheiden, maar naar buiten toe is het handelen ongescheiden, en alleen te benoemen als "het handelen van God". Deze weergave van de Drie-eenheid waarbij de drie personen, Vader, Zoon en Heilige Geest, elkaar zodanig doordringen dat er sprake is van één goddelijke natuur wordt wel omschreven met de term perichorese.

## Monotheïsme en Jezus
Het christelijk geloof is monotheïstisch, net als de islam en het Jodendom. Zo staat in het Oude Testament: "Luister, Israël: de HEER, onze God, de HEER is de enige!" (Deuteronomium 6:4). Dit is te beschouwen als de geloofsbelijdenis van het jodendom, waarbij de Vader als enige God wordt aangemerkt.
Jezus, de hoofdfiguur van het Nieuwe Testament en de belangrijkste persoon in het christendom, nam - zelf jood - deze getuigenis expliciet over (Marcus 12:29). Toch is in het christelijk geloof ook sprake van God als de Vader, de Zoon (Jezus) en de Heilige Geest, maar volgens bijvoorbeeld sommige messiasbelijdende joden is dit niet in lijn met het joodse Godsbeeld.
Reeds in de apostolische belijdenissen van het vroege christendom wordt over de Vader, de Zoon en de Heilige Geest gesproken, maar er is in deze geloofsbelijdenissen geen sprake van uiteenzettingen omtrent de verhouding van Vader, Zoon en Geest binnen de Godheid. 
In de geschriften van de Apostolische Vaders wordt niet alleen aan God de Vader, maar ook aan Jezus, de zoon, eer bewezen. Dit was voor niet-christenen een wonderlijke zaak, want een strikt menselijke persoon wordt niet aanbeden binnen het jodendom.
Niet-christenen stelden vragen aangaande dit spreken over God als Vader, Zoon en Heilige Geest en aangaande het aanbidden van Jezus. Een bekende joodse schrijver die hieromtrent vragen had was Tryphon (2e eeuw na Christus).
In deze context waren de christelijke theologen genoodzaakt zich te verdedigen. Jezus zelf immers dacht uitgesproken monotheïstisch. Het trinitarisch vraagstuk kwam honderden jaren later opeens op de agenda te staan. Ze vroegen zich af hoe God gezien moest worden, of God één of drie is en hoe het zit met de eerbewijzen aan Jezus als de Zoon. Met andere woorden, wilde men het christendom behouden als monotheïstische godsdienst (zoals Jezus zichzelf uitsprak) en tevens vasthouden aan het goddelijk eerbewijs aan Jezus en aan de Heilige Geest, dan moest onontkoombaar antwoord gegeven worden op de vragen rond de triniteit.
De drie-eenheid (of triniteit) van God is daarom een belangrijk thema in het christendom.

### Openbaringstriniteit en wezenstriniteit
In de theologie wordt een onderscheid gemaakt tussen de openbaringstriniteit (ook wel economische triniteit genoemd) en de wezenstriniteit (ook wel immanente triniteit genoemd) Bij de wezenstriniteit gaat hem om de wijze hoe de drie personen (hypostasen) zich binnen het eeuwige Godswezen verhouden. Uit een wezenstriniteit vloeit dan altijd wel een openbaringstriniteit voort. Bij de openbaringstriniteit gaat het om de wijze waarop God zich op drieërlei wijze openbaart in de geschiedenis van de mensheid: eerst als Schepper (God de Vader), dan als Verlosser (in/door zijn Zoon Jezus Christus) en vervolgens als Heiligmaker (in/door zijn heilige Geest). Andere varianten zijn ook mogelijk, mits Vader, Zoon en Geest bij elkaar worden gehouden en het heilswerk (daar verwijst het woord economisch ook op) voorop blijft staan: "God openbaart zich in Zijn schepping als de Schepper, Hij openbaart zich in Christus als de Liefde, als de Vader, Hij openbaart zich ook in den Heiligen Geest, die Gods werk in Christus volbrengt ..." Volgens Irenaeus van Lyon (tweede eeuw) is God onkenbaar, maar heeft Hij door zijn Logos (Woord) de wereld geschapen en door zijn Geest geordend. De Logos identificeert Irenaeus met de Zoon van God, Jezus Christus en de Geest ook wel met de Wijsheid van God. De Zweedse theoloog Gustaf Aulén (1879-1977) formuleert de drievoudige openbaring als volgt: "[H]et Christelijk Godsgeloof [is] tevens Christusgeloof en geloof in den Geest ... Geen van beide kunnen we wegdenken, zonder dat het Christelijk geloof daardoor zou ophouden te wezen wat het is ... Zoo geeft het drievoudige richtpunt des geloofs uitdrukking aan de aan inhoud rijke en levende openbaring van den eenigen, waren God ..." In de bijbel zelf komt de Drie-eenheid niet voor, maar wel zogenaamde 'triadische' of 'trinitarische teksten' (nl. teksten waar God, Jezus en Geest te nauwste op elkaar worden betrokken, vgl. bijv. Matteüs 28:19, 2 Korintiërs 13:13, Lucas 1:35 e.v.), maar deze teksten lijken niet te spreken over de verhoudingen binnen het Godswezen te handelen. Vanuit de gedachte dat God in zijn natuur niet anders is dan in de wijze waarop Hij zich openbaart, heeft men geconcludeerd dat uit de openbaringstriniteit ook een geloof in de wezenstriniteit voortvloeit. Dat laatste hoeft echter niet het geval te zijn, er zijn veel theologen die een vraagteken zetten bij de wezenstriniteit, maar wel geloven in Gods bijzondere openbaring in de Zoon, door de heilige Geest.
Dr. Keith Ward stelt dat God zich drievoudig openbaart, maar in zichzelf eenvoudig is.
Voor aanhangers van de traditionele verlossingsmodellen die gangbaar zijn in de Westerse en Oosterse kerken, en deze Kerken vertegenwoordigen veruit de grootste groep christenen ter wereld, is geloof in een openbaringstriniteit onvoldoende, omdat Jezus dan niet noodzakelijkerwijs God is, en is geloof in de wezenstriniteit noodzakelijk, omdat de Zoon in die verlossings- en verzoeningsmodellen (Satisfactie- en Christus Victor-model) waarachtig God moet zijn, dus één in wezen met God de Vader.

### Sociale Drie-eenheid
Er zijn theologen, zoals John Zizioulas, Jürgen Moltmann, Leonardo Boff, Richard Bauckham, Miroslav Volf die de Drie-eenheid sociaal opvatten. Deze visie op de triniteit gaat ervan uit dat de eenheid en de verscheidenheid van de goddelijke personen wordt gewaarborgd door relaties. De personen van de triniteit zijn individuen met een bewustzijn en wil. De drie personen vormen echter wel een substantie (wezen), een goddelijk wezen "God". Omdat God een relationeel wezen is en hij de mens heeft geschapen naar zijn beeld en gelijkenis, is de mens bijgevolg ook een sociaal en relationeel wezen. De Britse theoloog Keith Ward is een bekend criticaster van de Sociale Drie-eenheid omdat hier een modern persoonsbegrip (individu) wordt toegepast op het klassieke persoonsbegrip (waarbij een persoon geen individu behoeft te zijn). Dit opent de weg tot tritheïsme. Sociale trinitariërs voeren hun concept van de Drie-eenheid terug op de Cappadocische Vaders (Perichorese).

### Monarchaal Trinitarisme
Volgens de Amerikaanse oosters-orthodoxe theoloog en filosoof dr. Beau Branson moet de Drie-eenheid worden benaderd vanuit de gedachte dat er slechts een ware God is, de Vader, maar dat de godheid bestaat uit drie goddelijke personen. Binnen de Drie-eenheid bestaat een hiërarchie waarbij de Zoon en de heilige Geest uit de Vader voortkomen. Volgens Branson sluit deze visie van de Drie-eenheid aan op die van de oosterse kerkvaders. Dr. Joshua Sijuwade, een Britse theoloog en filosoof is ook een pleitbezorger van de monarchale triniteit.

## Verwerping van de Drie-eenheid
Vanwege onder andere het ontbreken van het woord Drie-eenheid in de Bijbel zijn er diverse groeperingen (zoals Jehova's getuigen) die het begrip van een goddelijke Drie-eenheid verwerpen. Daarnaast wordt aangevoerd dat Jezus een kwalitatief verschil maakt tussen hemzelf en de Vader, zoals in Johannes 14:28:
"Jullie hebben toch gehoord dat ik zei dat ik wegga en bij jullie terug zal komen? Als je me liefhad zou je blij zijn dat ik naar de Vader ga, want de Vader is meer dan ik."
en in Marcus 10:18:
"Waarom noemt gij Mij goed? Niemand is goed dan God alleen."
Jezus wordt sprekend ingevoerd in Johannes 20:17:
"Ik vaar op naar mijn Vader en uw Vader, naar mijn God en uw God".
Deze redenen tegen de Drie-eenheid werden al vroeg door de Kerk verworpen. Onder andere de Geloofsbelijdenis van Athanasius (vijfde eeuw) verdedigt het geloof in de Drie-eenheid en zegt hierover: Jezus is 'Ten volle God en ten volle mens, met een redelijke ziel en een menselijk lichaam, gelijk aan de Vader naar zijn Godheid, minder dan de Vader naar zijn mensheid. '
Bepaalde keuzes in de vertaling van verzen zijn duidelijk terug te voeren op het al dan niet verwerpen van de Drie-eenheid. Zo geeft de Nieuwewereldvertaling (versie 2017) van Jehova's getuigen (die niet in de Drie-eenheid geloven) Johannes 1:18 als volgt weer:
"Geen enkel mens heeft ooit God gezien. De eniggeboren god, die dicht bij de Vader is, die heeft duidelijk gemaakt wie Hij is."
In de Nieuwe Bijbelvertaling luidt dit vers:
"Niemand heeft ooit God gezien, maar de enige Zoon, die zelf God is, die aan het hart van de Vader rust, heeft hem doen kennen."
Er bestaan tevens christenen (soms ook wel modalisten genoemd) die wel geloven dat Jezus helemaal God is, maar niet onderdeel is van een theologische Drie-eenheid. Zij leiden af uit de Bijbel dat God de Vader zichzelf openbaarde als de Zoon. Jezus zegt in Johannes 14:9-11 immers dat de Vader in Hem is:
"Geloof Mij, dat Ik in de Vader ben en de Vader in Mij is, en zo niet, geloof Mij dan om de werken zelf."
De ontkenning van de goddelijke drie-eenheid werd zowel binnen de katholieke kerk als binnen de calvinistische leer als ketterij gezien. In 1553 werd de Spaanse arts Michael Servet in Genève met volle steun van Calvijn levend verbrand wegens zijn antitrinitaristische opvatting.

### Islam
Ook binnen de islam wordt de Drie-eenheid duidelijk afgewezen. In de Koran staan verschillende verwijzingen naar de afwijzing van Jezus als Zoon van God. De twee sterkste afwijzingen staan in Soera De Vrouwen 171:
"Gelooft dus in God en Zijn boodschappers en zegt niet: 'Drie (in één).' Houdt daarmee op, dat is beter voor u."
en Soera De Tafel 73:
"Waarlijk zij lasteren God, die zeggen: "God is Eén der Drie." Er is geen godheid dan de enige God."

## Andere standpunten
- De arianen, de aanhangers van de priester Arius, achtten de Zoon van een lager niveau dan de Vader. Men geloofde dat de Zoon vóór de eeuwigheid door de Vader werd geschapen. Men bad wel tot Jezus en Arius en zijn aanhangers noemden Jezus zonder enige reserve "God", waar zij dan wel lagere godheid mee bedoelden dan God de Vader. Of Arius de Heilige Geest als God zag of beschouwde als een onpersoonlijke kracht valt niet uit zijn geschriften af te leiden. De Arianen hadden succes bij de diverse Germaanse stammen zoals de Goten, die het West-Romeinse Rijk overspoelden, maar uiteindelijk is hun beweging verdwenen.
- De Socinianen, de aanhangers van Faustus Socinus verwierpen in navolging van hun stichter de Drie-eenheid en de meeste gangbare dogma's die in de meeste Christelijke kerken gangbaar zijn, zoals de erfzonde en de predestinatie maar geloofden wel in de wonderverhalen in de Bijbel, waaronder de Verrijzenis. Volgens Socinus is er maar één God, de Vader. Jezus nam pas zijn aanvang bij zijn geboorte uit de maagd Maria.
- De modalisten die leren dat God uit één Persoon bestaat die zich in drie verschillende verschijningsvormen (modi), namelijk Vader, Zoon en Heilige Geest heeft geopenbaard.
- De unitariërs, rationalisten die geloven in de eenheid van God. Jezus was een voorbeeldig mens die door God de Vader uit de doden is opgewekt (men speculeert niet over het hoe en wat) en navolging behoeft.

## De Drievuldigheid in de kunst
De Drievuldigheid, God de Vader, de Zoon en de Heilige Geest, wordt sinds de 10e eeuw als drie personen, naast elkaar zittend voorgesteld, sinds de 13e eeuw als een gestalte met drie hoofden. In latere tijd werd de Heilige Geest voorgesteld als een duif, die, evenals de Vader en de Zoon een gekruiste nimbus draagt. De voorstelling wordt ook wel Triniteit genoemd.

## Voorchristelijke drievuldigheden

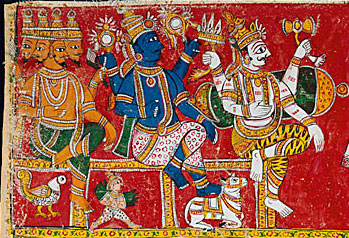
Brahma, Visjnoe en Mahesj

De opvatting van één godheid met drie verschijningsvormen, is veel ouder dan het christendom. Het huidige hindoeïsme en sommige andere voorchristelijke religies kennen een goddelijke Drie-eenheid in de vorm van bijvoorbeeld Trimurti (hindoeïsme) en Devi Mahatmya shaktisme. In verscheide voorchristelijke culturen komen ook drievoudige godinnen, onder meer schikgodinnen, voor: de Nornen (Noordse religies), de Moiren, de Horen en de Erinyen (Griekse mythologie), en de Faten (Italische en Romeinse mythologie).

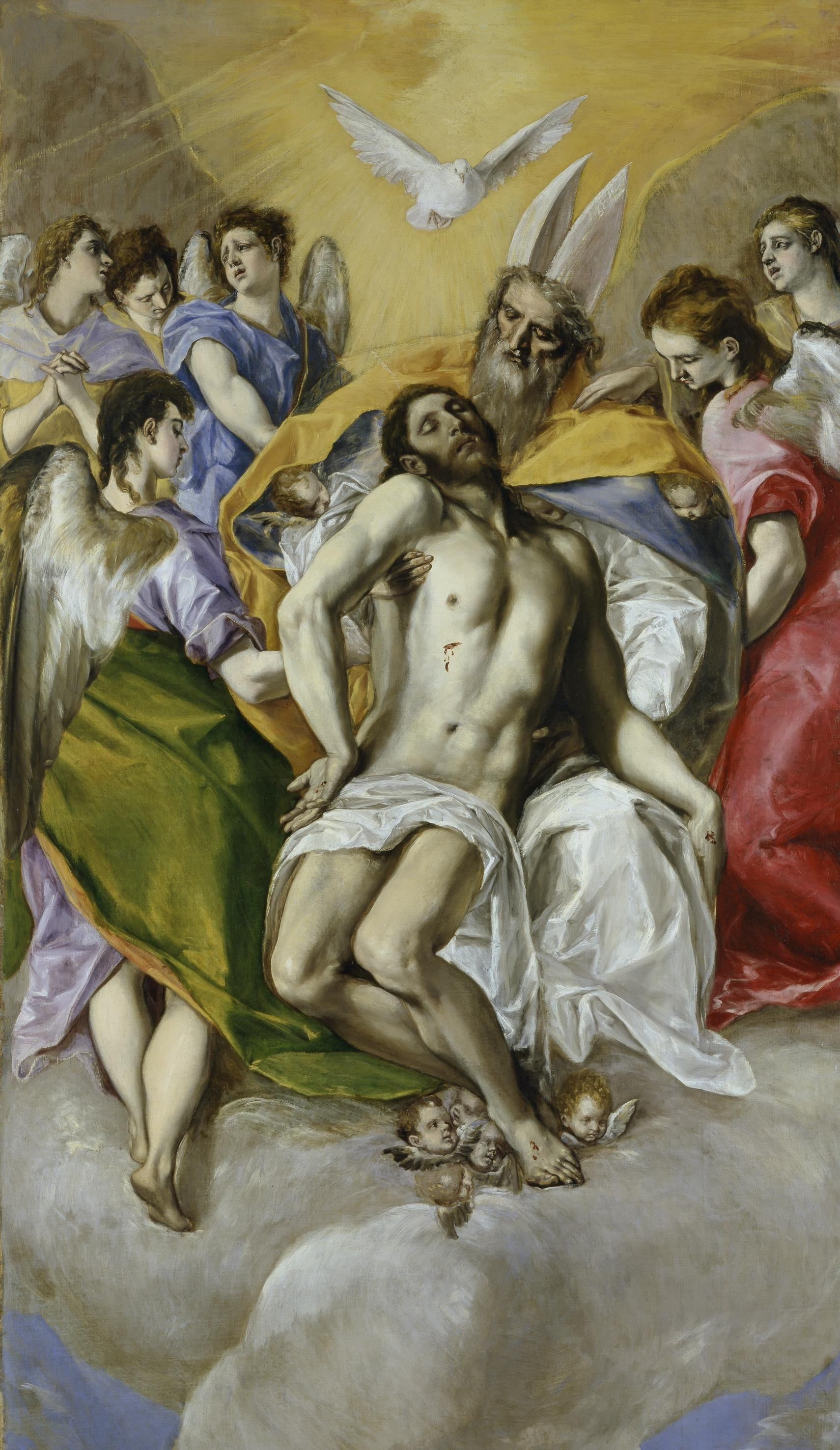
Drie-eenheid door El Greco
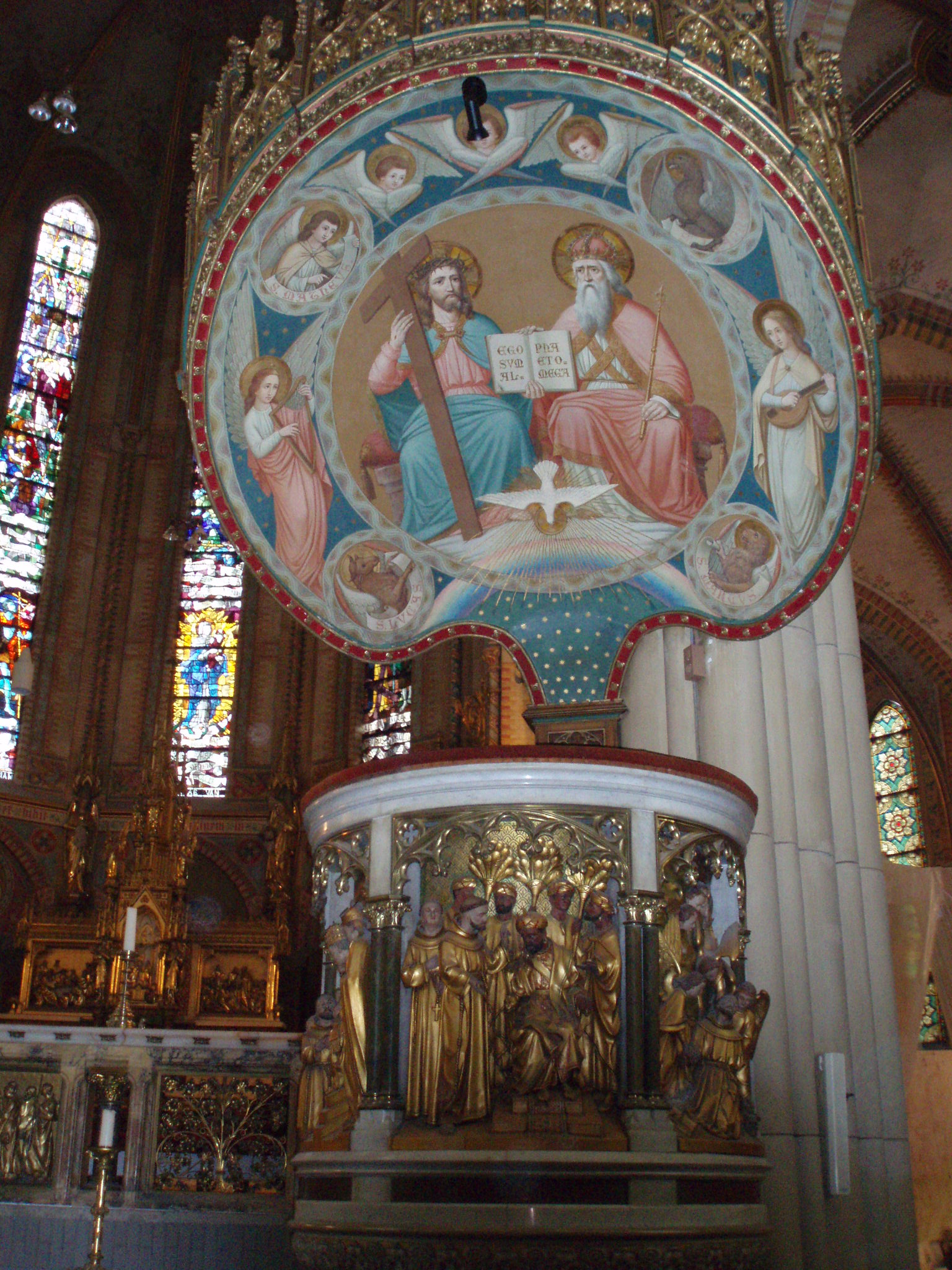
Drie-eenheid, Maria van Jessekerk in Delft
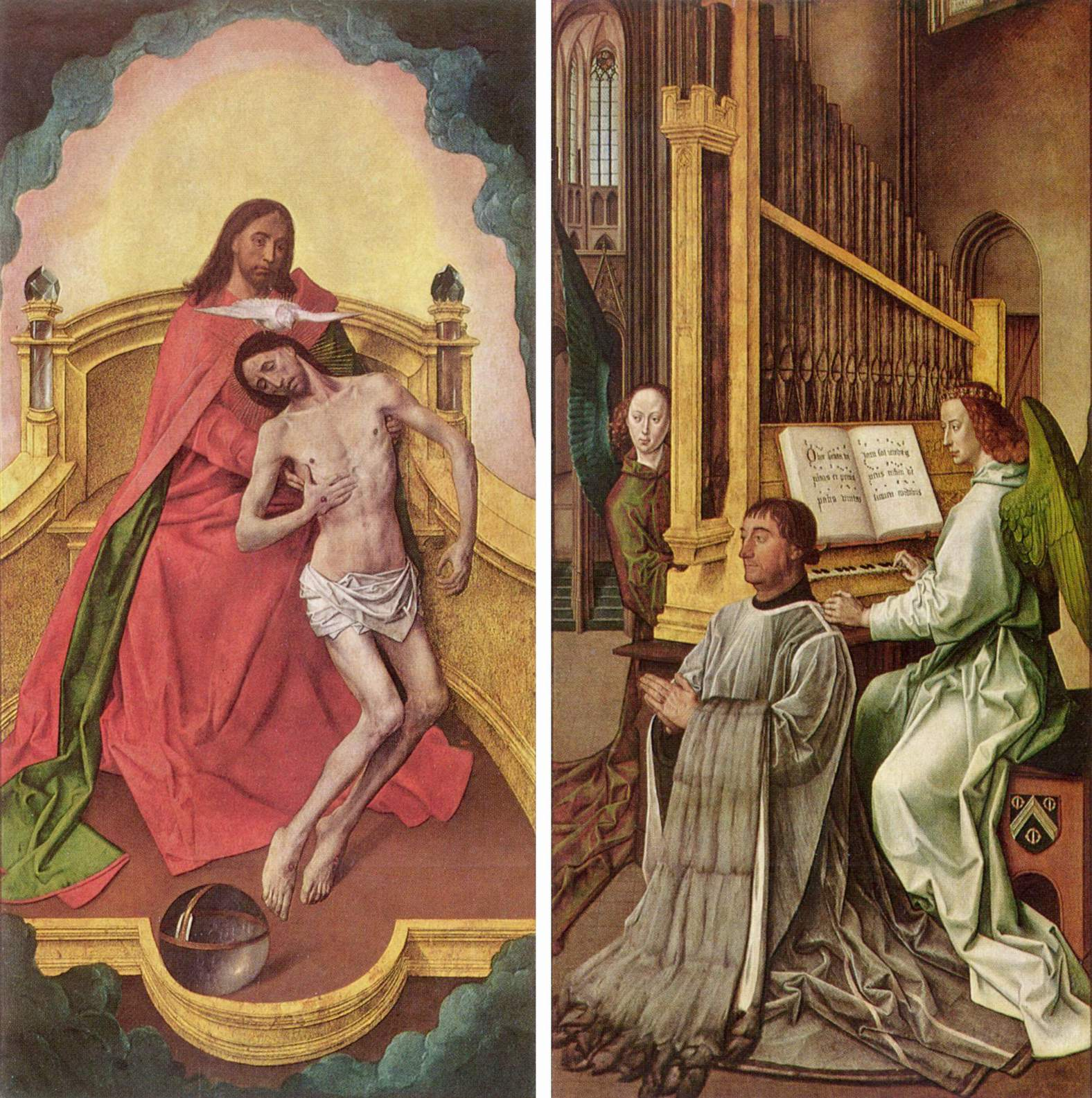
Verering van de drie-eenheid door Hugo van der Goes
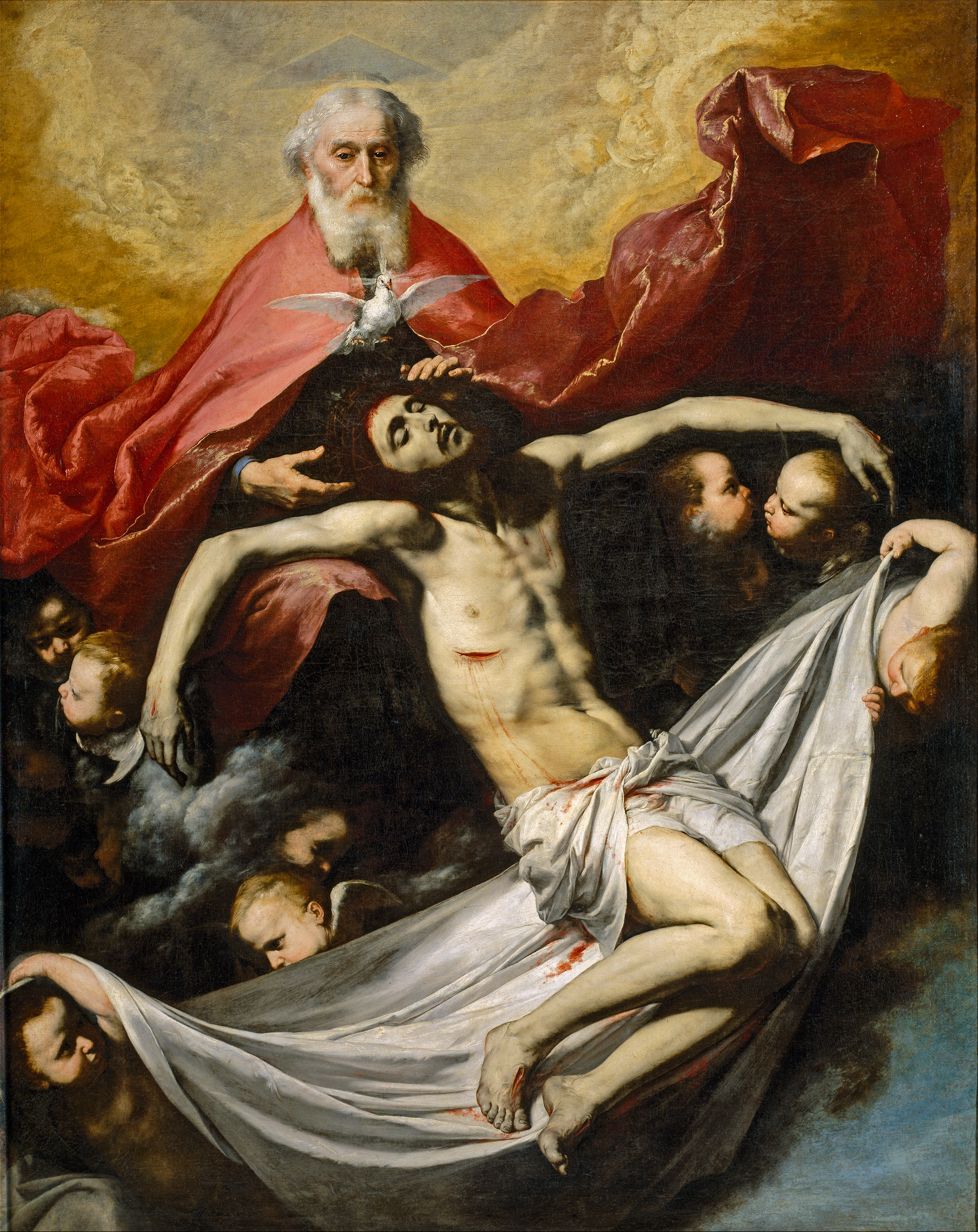
Drie-eenheid door José de Ribera